# Amlaíb Conung
Amlaíb Conung, Óláfr en vieux norrois, (mort dans les années 870) était un chef norvégien ou norvégien-gaël en Irlande et en Écosse après les années 840. Il figure fréquemment dans les annales irlandaises avec ses frères Ímar et Auisle.
On a souvent considéré qu'Amlaíb et Olaf le Blanc, qui apparaît dans le Landnámabók et dans d'autres sagas islandaises, étaient la même personne. Les annales irlandaises, comme les Annales fragmentaires d'Irlande, sont bien plus anciennes que ces récits, et, à certains égards, elles leur ont servi de source documentaire. Le peu d'informations que donnent les annales irlandaises sur la parenté d'Amlaíb contredisent les récits islandais.

## Contexte
Les Annales d'Ulster signalent l'arrivée d'Amlaíb en Irlande en 853 :
« Amlaíb, fils du roi de Lochlann [Laithlinde], arriva en Irlande, et les étrangers d'Irlande se soumirent à lui, et les Irlandais lui payèrent tribut. »
 Les Annales fragmentaires d'Irlande développent davantage :
« Cette même année, c'est-à-dire la sixième année du règne de Máel Sechlainn, Amlaíb Conung, fils du roi de Lochlann, arriva en Irlande, amenant avec lui une proclamation de son père, réclamant de nombreux tributs et taxes, et il partit soudainement. Puis Ímar, son frère plus jeune, arriva pour lever les mêmes tributs. »
Lochlann, originellement Laithlinn ou Lothlend, pays dont Gofraid, ou Guðrøðr, le père d'Amlaíb, était le roi, est souvent identifié à la Norvège, mais cela n'est pas universellement accepté. Plusieurs historiens ont suggéré à la place que, à cette époque-là et jusqu'à la bataille de Clontarf en 1014, Laithlinn désignait les territoires norvégiens et norvégiens-gaëls des Hébrides, de l'Île de Man, des Northern Isles et de certaines parties de l'Écosse proprement dite. Mais quel que fût son sens originel, ce nom désignait la Norvège, quand Magnus III de Norvège entreprit son expédition vers l'ouest au XIIe siècle.

## Chronologie
En 856, Amlaíb était de nouveau en Irlande, puisqu'on pense que lui et Ímar prêtèrent main-forte à Máel Sechnaill. Les Annales d'Ulster rapportent « une grande guerre entre les païens et Mael Sechnaill, aidé par les Norvégens-Irlandais ». En 857, Amlaíb et Ímar « mirent en déroute Caittil Find et ses Norvégiens-Irlandais dans le Munster ». Même s'il n'y a pas de preuve certaine que ce Caitill et Ketill Flatnose, cité dans des sagas ultérieures, soient la même personne, cette hypothèse a été soutenue.
En 859, Amlaíb et Ímar aidèrent Cerball mac Dúnlainge, roi d'Osraige, contre Máel Sechnaill, en pillant le Meath. Ils purent aussi rejoindre Áed Findliath, qui succéda à Máel Sechnaill comme haut-roi d'Irlande, en ravageant une nouvelle fois le Meath en 862. À cette époque, Amlaíb s'était marié avec une fille d'Áed. En 864, Conchobar mac Donnchado, roi de Mide, fut noyé sur l'ordre d'Amlaíb.

Amlaíb et son frère Auisle « partirent avec les étrangers d'Irlande et d'Écosse pour le royaume de Fortriú, et pillèrent l'ensemble du territoire picte, prenant avec eux des otages » en 864 ou en 866. La Chronique des Rois d'Alba semble dire qu'ils hivernèrent en Écosse. Pendant ce temps, Áed Finnliath était occupé à détruire les longphorts le long des côtes nord de l'Irlande, campagne facilitée par l'absence de l'armée d'Amlaíb et d'Auisle. En 867, une dispute familiale se termina par la mort d'Auisle, tué apparemment par Amlaíb, et cela peut avoir encouragé Cennétig mac Gaíthéne, roi de Loígis (actuel comté de Laois), à détruire un longphort à Clondalkin cette année-là, puis à piller la ville même de Dublin.

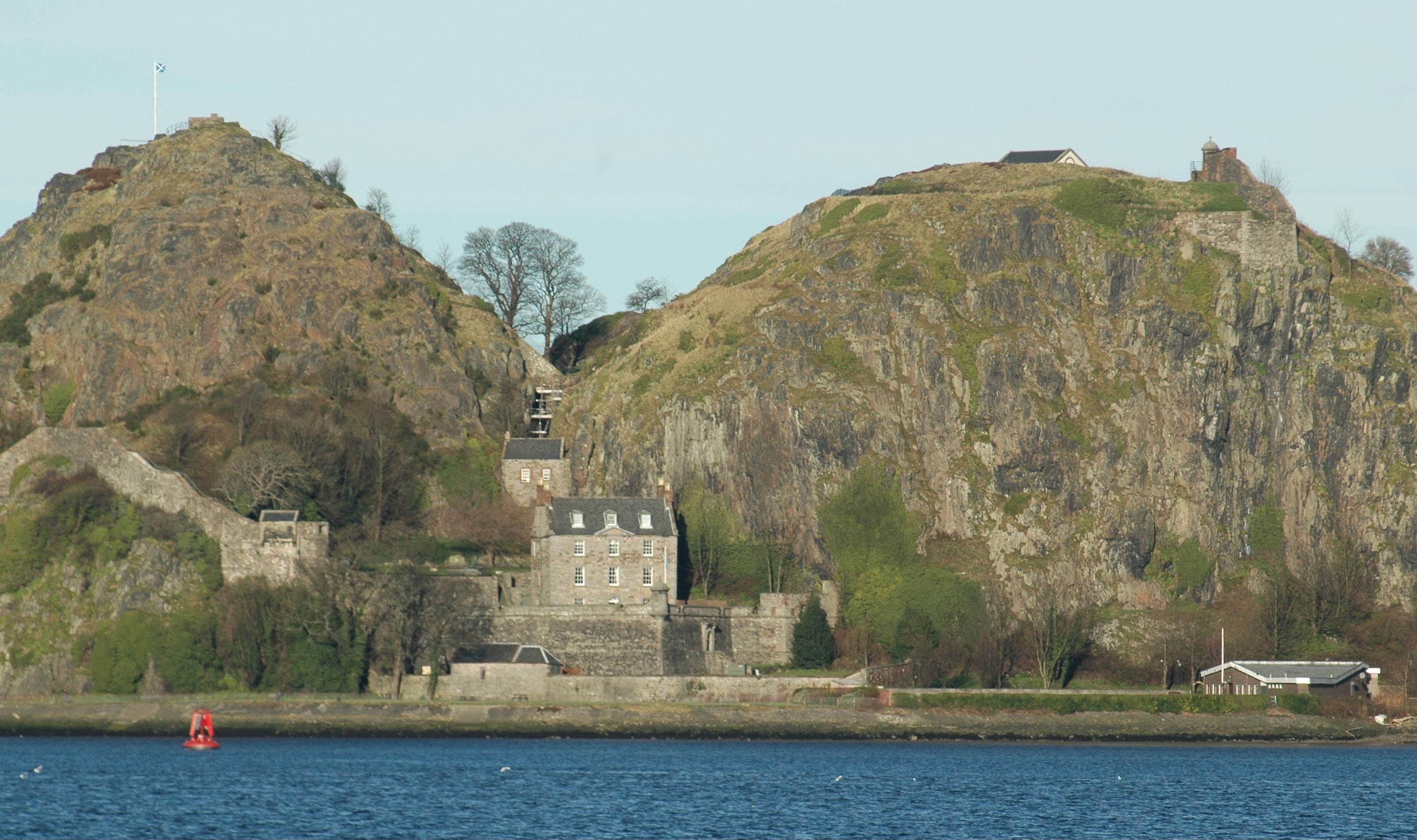
Dumbarton Rock, Alt Cluath, capturé par Amlaíb et Ímar après un siège de quatre mois en 870.

Amlaíb et Ímar retournèrent en Écosse en 870 et mirent le siège devant Dumbarton Rock, principale forteresse des Britons de Strathclyde. Ils s'en emparèrent après un siège de quatre mois, et rentrèrent à Dublin en 871 avec 200 bateaux, « emmenant avec eux en captivité un grand nombre d'Angles, de Britons et de Pictes. Un siège d'une telle durée était exceptionnel, et, parmi les captifs, il se trouvait peut-être le roi Artghal d'Alt Clut, qui, selon les Annales d'Ulster, « fut tué l'année suivante sur l'avis de Causantín mac Cináeda (Constantin Ier) », ce qui veut probablement dire que Constantin refusa de payer la rançon pour le roi de Strathclyde prisonnier. Ces entrées instructives des Annales d'Ulster nous aident à comprendre la courte mention faite dans la Chronique des rois d'Alba, version A, qui dit qu'Amlaíb retourna « à la tête de 100 [bateaux?], [et fut] tué par Constantin ». Selon les Annales d'Ulster, ce fut Artgal qui fut tué par Constantin.
Dans les Annales fragmentaires d'Irlande, il est dit qu'Amlaíb rentra à Lochlann pour aider son père dans une guerre en 871. Ce fut la dernière mention faite à son sujet dans les annales irlandaises.

## Mariages et postérité
Olaf le Blanc aurait épousé Auðr in djúpúðga, fille de Ketill Flatnefr, et ils auraient eu un fils, Thorstein Olafsson. Thorstein et Aude n'apparaissent pas dans les annales irlandaises.
Les Annales fragmentaires disent qu'Amlaíb Conung était le beau-fils d'Áed Findliath mac Néill. Quand elles rapportent la mort d'Auisle, ces mêmes annales disent que « la fille de Cináed » était la femme d'Amlaíb. Aussi la référence à Áed est sans doute erronée, et la femme d'Amlaíb serait la fille de Cináed mac Conaing, qui fut noyé par Máel Sechnaill en 851. Une autre hypothèse est que le Cináed en question serait Cináed mac Ailpín, plus connu sous le nom de Kenneth Ier d'Écosse, ce qui ferait d'Amlaíb un beau-frère de son tueur, Constantin Ier, fils de Kenneth.
On connaît un certain nombre de fils d'Amlaíb. Parmi ceux-ci, il y eut
- Carlus, qui fut tué à la bataille de Cell ua nDaigri en 868, alors qu'il se battait aux côtés de Flann mac Conaing, frère et successeur de Cináed, ce qui confirmerait que celui-ci fut le beau-père d'Amlaíb, puisqu'il est probable que Carlus combattît du côté de la famille de sa mère[17].
- Oistin mac Amlaíb (norvégien: Eystein) fut tué en 875 « par Halfdan, grâce à un stratagème »[18].